# Stolnica Perugia
Stolnica Perugia (italijansko: Cattedrale Metropolitana di San Lorenzo ali Duomo di Perugia) je rimskokatoliška stolnica v mestu Perugia v deželi Umbriji, osrednja Italija, posvečena svetemu Lovrencu. Nekdaj sedež škofov in nadškofov v Perugii, je od leta 1986 nadškofijski sedež nadškofije Perugia-Città della Pieve.

## Zgodovina
Od ustanovitve škofije je obstajala stolnica v Perugii na različnih lokacijah, dokler v letih 936-1060 tu ni bila zgrajena nova zgradba, ki ustreza transeptu sedanje stavbe. Sedanja stolnica, ki je bila od začetka posvečena sv. Lovrencu in Sant'Ercolano, izhaja iz projekta Fra Bevignateja iz leta 1300, ki se je začela graditi leta 1345 in končala leta 1490. Zunanja dekoracija v belem in rožnatem marmorju (adaptirano iz stolnice v Arezzu) ni bila nikoli dokončana; na glavni fasadi je še vedno mogoče videti poskusni del.

## Opis

### Zunanjost
Za razliko od večine stolnic ima ta v Perugii bok na glavnem mestnem trgu , ki gleda na Fontano Maggiore in Palazzo dei Priori. Za to stran je značilna Loggia di Braccio, ki jo je naročil Braccio da Montone (1423), zgodnjerenesančna zgradba, pripisana Fioravanteju Fioravantiju iz Bologne. Prej je bil del Palazzo del Podestà, ki je leta 1534 zgorel. Pod njo se vidi del rimskega obzidja in klet starega campanila. V njem je tudi Pietra della Giustizia ('Kamen pravičnosti') z napisom 1264, s katerim je občina sporočila, da je bil poplačan ves javni dolg. Na tej strani je tudi kip papeža Julija III., delo Vincenza Dantija (1555); Julij je bil za Perugio junak, ker je obnovil lokalno magistraturo, ki jo je zatrl Pavel III. Do konca 19. stoletja je bil kip bolj vidno postavljen na trgu Piazza Dante, vendar je bil prestavljen, da je omogočil prostor za električni tramvaj, ki so ga odprli leta 1899. V nedokončani steni je portal zasnoval Galeazzo Alessi (1568), prižnica, sestavljena iz starodavnih drobcev in kozmatskih mozaikov, iz katere je v letih 1425 in 1427 pridigal sveti Bernardino Sienski in leseno razpelo Polidora Ciburrija (1540).
Glavna fasada je obrnjena proti manjšemu trgu Piazza Dante; v njej je baročni portal, ki ga je leta 1729 zasnoval Pietro Carattoli. Robusten campanile je bil zgrajen v letih 1606-1612

### Notranjost
Notranjost je tipa Chiesa a sala – dvoranska cerkev, dolga 68 m, z ladjo in dvema enakima stranskima ladjama; glavna je dvakrat širša od stranskih. Na pročelju je sarkofag škofa Giovannija Andrea Baglionija (umrl 1451), ki ga pripisujejo Urbanu da Cortoni.
Prva kapela je posvečena Svetemu prstanu, relikviji poročnega prstana Svete Device, ki je bil ukraden v Chiusiju leta 1473. V kapeli so bile nekoč freske Pinturicchia in slika Perugina, ki je danes v muzeju v Caenu. V njem je tudi relikviarij, delo Bina di Pietra in Federica ter Cesarino del Roscetta, ki velja za mojstrovina italijanskih renesančnih zlatarjev. Na stranski steni se nadaljujejo ostanki oltarja, kiparja Agostina di Duccia (1473), porušenega leta 1623.
Opazna je apsida z lesenim korom z intarzijo Giuliana da Maiana in Domenica del Tassa (1486–91), ki ga je leta 1985 poškodoval požar. Desni transept ima oltarno sliko Giovannija Baglioneja (1609). Dvoje majhnih stranskih vrat vodijo do oratorija sv. Onofrija, ki ga je z istoimenskim oltarjem (Pala di Sant'Onofrio) zgradil Luca Signorelli, ki je zdaj v stolničnem muzeju.
V desni ladji je zakramentna kapela, ki jo je zasnoval Alessi (1576), z binkoštnimi oltarji Cesare Nebbia (1563); marmornat sarkofag vsebuje ostanke papeža Martina IV., ki je umrl v Perugii leta 1285 in relikvije Inocenca III. in Urbana IV.  Naslednja obočna pola vodi do kapelice baptisterija, z renesančnim perspektivnim pogledom v marmorju Pietro di Paolo di Andrea da Como (1477). Pred njo je čaščena podoba Madonne delle Grazie ('Gospa milosti'), avtorja Giannicole di Paola, Peruginovega posnemovalca. Desna ladja se konča s kapelo sv. Bernardina, ograjeno z ograjo iz 15. stoletja. Na njegovem oltarju je najpomembnejše umetniško delo cerkve, Snemanje s križa Federica Baroccija (1567–1569).
Zakristijo je v celoti freskiral Gian Antonio Pandolfi od leta 1573. V samostanu je več arhitekturnih in kiparskih fragmentov, vključno z glavo, ki jo pripisujejo Giovanniju Pisanu in renesančnim doprsnim kipom Odrešenika.

## Stolnični muzej
V muzeju hranijo triptih Meo da Siene, Madona Andreje Vannija in triptih Agnola Gaddija, pa tudi znamenito oltarno sliko Signorellija. Tu je Poroko Device (1815) Carla Labruzzija in tudi številni dragoceni rokopisi, nekateri iz 10. stoletja.
Zraven so v Sali del Dottorato freske, na katerih je upodobljen papež Janez XXII. med cesarjema Karlom IV. in Sigismundom.